# Chelodina rugosa
Chelodina rugosa (syn. Chelodina oblonga) är en art av sköldpadda som beskrevs av  James Douglas Ogilby 1889. Den ingår i släktet Chelodina och familjen ormhalssköldpaddor. DenInternationella naturvårdsunionen (IUCN) kategoriserar arten globalt som nära hotad. Inga underarter finns listade i Catalogue of Life.

## Taxonomi
Enligt en studie från 2010 är Chelodina oblonga som infördes 1841 av Gray ett otillräckligt namn (Nomen dubium). Därför används namnet från den nästa beskrivningen.

## Utbredningsområde
Arten förekommer i norra Australien och södra Nya Guinea.

## Beskrivning
Chelodina rugosa når en sköldlängd på upp till 40cm. Halsen är lång och formad likt en orm, därav namnet ormhalssköldpadda. Halsen kan nå upp till 60% av den totala längden. Huvudet är platt med smalnade nos, ögona är placerade ovanpå huvudet för att lätt kunna spana ovanför ytan. Färgen varierar i grå, brun och svart. Plastron och underhalls är ofta ljusare. Honor blir större än hanar. 

## Föda
Arten är karnivore, unga djur livnär sig på insekter och mindre fiskar. Äldre djur går över till att äta fisk, fågel, gnagare, snäckor och även mindre sköldpaddor. Arten växen snabbt och behöver en kalciumrik diet för att växa korrekt. 